# Województwo lubelskie (I Rzeczpospolita)

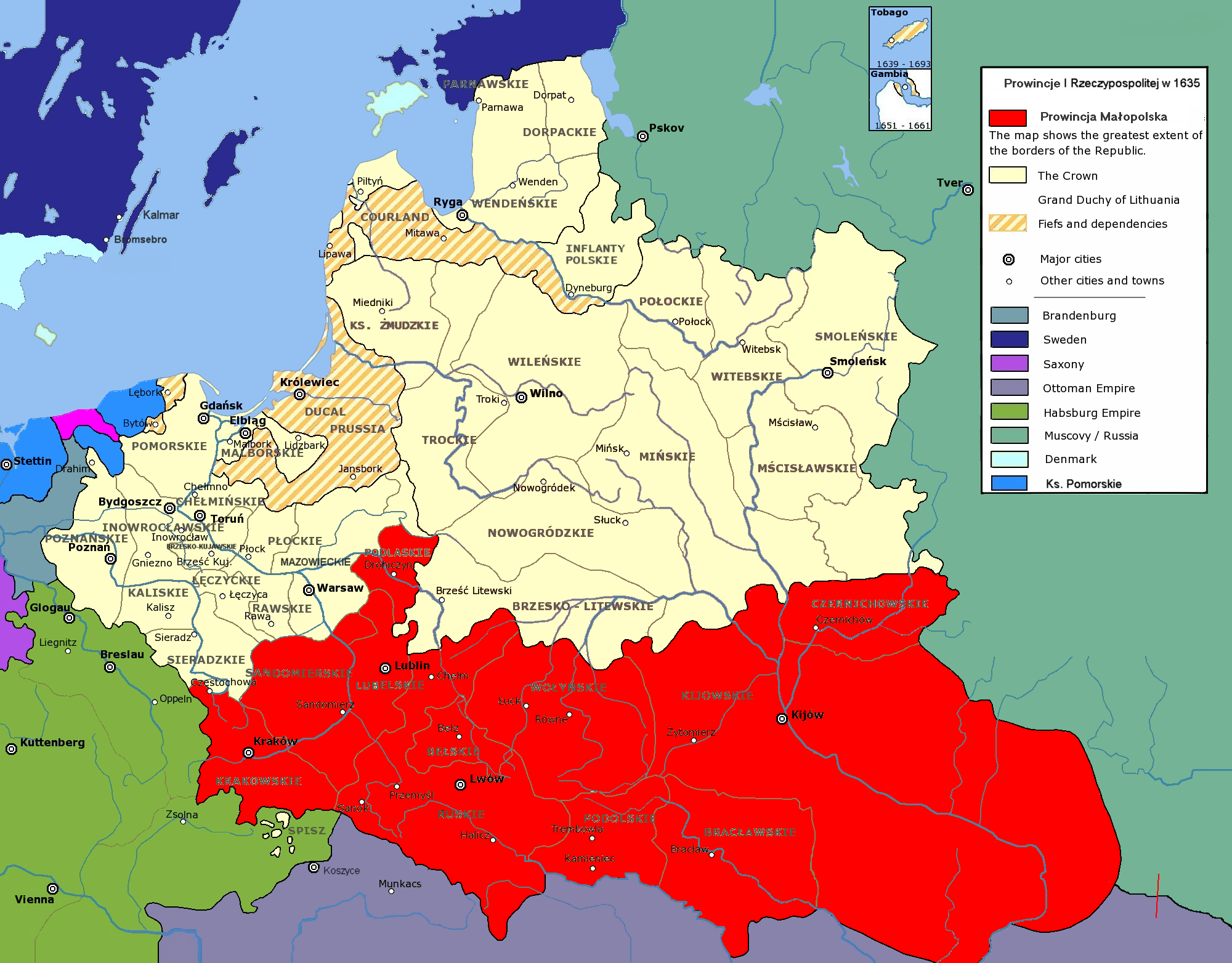
Województwo lubelskie w składzie prowincji małopolskiej Korony Polskiej, 1635

Województwo lubelskie – jednostka terytorialna Korony Królestwa Polskiego, później Rzeczypospolitej Obojga Narodów istniejąca w latach 1474–1795, część prowincji małopolskiej. Obejmowała powierzchnię 10 230 km² posiadając 3 powiaty. Siedzibą wojewody oraz miejscem odbywania sejmików ziemskich był Lublin.
Województwo utworzył król Kazimierz IV Jagiellończyk w 1474 r. poprzez wyłączenie z województwa sandomierskiego.
Herb województwa przedstawiał białego jelenia na czerwonym tle.
Dewizą województwa jest łacińska sentencja: „Parata semper cornua”, która oznacza „Rogata zawsze gotowa”. Słowa te należałoby rozumieć jako: rycerska chorągiew Ziemi Lubelskiej, mająca w swoim znaku rogatego skaczącego jelenia, jest zawsze gotowa i skora do walki.
Główne miasta: Lublin, Urzędów, Kurów, Kazimierz Dolny, Łuków, Parczew.

## Podział administracyjny
| Powiat                            | Powierzchnia w mil² | Powierzchnia w km² |
| --------------------------------- | ------------------- | ------------------ |
| powiat lubelski                   | 105,55              | 5812,01            |
| powiat łukowski (ziemia łukowska) | 35,01               | 1928,28            |
| powiat urzędowski                 | 59,81               | 3293,37            |
| Razem (województwo) Σ             | 200,37              | 11033,66           |

## Urzędy
Pierwszym wojewodą został Dobiesław Kmita.
Województwo lubelskie posiadało dwóch senatorów: wojewodę i kasztelana lubelskiego. Sejmiki odbywały się w Lublinie.